# Arnaud Alessandrin
Pour les articles homonymes, voir Alessandrin.
 (juillet 2023).
 (février 2024).
Arnaud Alessandrin est un sociologue français, spécialiste des questions LGBT.
Entre 2010 et 2015, il participe avec Karine Espineira et Maud-Yeuse Thomas à l'Observatoire des transidentités et à ses Cahiers. Depuis 2015, il codirige avec Johanna Dagorn la revue Les cahiers de la LCD (Lutte contre les discriminations).

## Recherches: questions de genre, de santé et de discriminations
Les travaux d'Arnaud Alessandrin s'orientent principalement autour des questions de genre. Il soutient sa thèse intitulée Du « transsexualisme » aux devenirs trans à l'université de Bordeaux. Dans une version réactualisée, sa thèse est publiée en 2018 sous le titre Sociologie des transidentités.
Ses travaux donnent lieu à de nombreuses autres publications dans des revues académiques. En 2014, il mène avec Karine Espineira une enquête sur la violence faite aux personnes trans. Ses nombreuses publications autour des questions LGBTIQ l'amènent à aborder les questions du mariage pour tous, de l'homophobie et du genre notamment.
Une autre partie des travaux du sociologue porte sur l'intersection entre « genre » et « santé ». Il publie de nombreux livres sur ce sujet, notamment Parcours de santé / parcours de genre. Avec Anastasia Meidani, il défend la thèse d'une imbrication des parcours santé et des questions de genre. C'est ainsi qu'entre 2015 et 2017, sous la direction d'Anastasia Meidani, il mène une recherches sur le genre et le cancer, financée par l'INCA. Cette recherche donne lieu à de nombreuses publications, ainsi qu'à un documentaire intitulé Quand le cancer rencontre le genre. Il poursuit ses travaux sur le rapport à la santé des personnes LGBT et dirige la recherche « Santé LGBT » avec Johanna Dagorn, financée par le DILCRAH. Cette recherche qui porte sur la cancérologie, la gérontologie, la bariatrie et la santé scolaire donne lieu à un ouvrage collectif qui paraît en 2020.
Enfin, ses recherches s'orientent également autour des questions de discriminations. En 2014 il pilote par exemple une première étude sur les expériences discriminatoires à Bordeaux, qui se poursuit en 2014 et 2015 par une recherche plus spécifique sur la place des femmes dans l'espace public (avec Johanna Dagorn). Toujours en 2015, il s'engage dans une enquête sur l'expérience discriminatoire des habitants des quartiers prioritaires, thème qui parsème ses travaux ultérieurs,, comme ceux portant sur les LGBTphobies dans la ville.
Dans la même période il poursuit ses travaux avec Johanna Dagorn sur la place des femmes dans l'espace public, notamment à Limoges, Poitiers, Niort ou Angoulême. Ses travaux se retrouvent dans de nombreux articles et, quelques années plus tard, dans leur ouvrage commun intitulé Espaces publics et discriminations, publié en 2023.
On lui doit également des recherches sur les études de fan. En 2017 et 2019 il publie deux livres collectifs avec Mélanie Bourdaa sur les fan studies et les gender studies. En 2024, il publie avec Marielle Toulze une sociologie de Mylène Farmer. Pour le journal "Le Monde", ce livre est une "une précieuse contribution aux fan studies". La même année il publie un ouvrage collectif avec Mélanie Bourdaa sur les teen-series.

## Fonctions et expertise
De 2018 à 2023, Arnaud Alessandrin siège au conseil scientifique de la DILCRAH.
Il contribue, en tant que dramaturge, à plusieurs pièces de théâtre, dont Mesdames, messieurs et le reste du monde au festival d'Avignon en 2018, sous la direction de David Bobée. En 2020, il accompagne le metteur en scène David Gauchard pour la création sa pièce Nu, puis est conseiller en 2021 pour Catherine Marnas sur une pièce mettant en scène la vie d'Herculine Barbin. En 2023, il coécrit avec Marielle Toulze et Gregori Miege la pièce Comme tu me vois. La pièce sera notamment jouée au théâtre du Nord en mai 2025.
Depuis 2025 il dirige la collection "Autour du genre" aux éditions du Bord de l'eau (Bordeaux).

## Publications

### Individuelles
- La transidentité : Des changements individuels au débat de société (éd. Harmattan, 2010)
- Aux frontières du genre (éd. Harmattan, 2011)
- Sociologie des transidentités (éd. Cavalier Bleu, 2018 réed. 2023)[26]
- Actualité des trans studies (éd. EAC, 2019)
- Déprivilégier le genre (éd. Double ponctuation, 2021)[27]
- Jeunesse : de nouvelles identités de genre ? (éd. de la Documentation française, 2023)

### En collaboration
- La transyclopédie (éd. Des ailes sur un tracteur, 2012) avec Karine Espineira et Maud-Yeuse Thomas
- Géographie des homophobies (éd. Armand Colin, 2013)[28] avec Yves Raibaud
- Genre : l'essentiel pour comprendre (éd. Des ailes sur un tracteur) avec Brigitte Esteve Bellebeau
- Sociologie de la transphobie (éd, MSHA, 2015) avec Karine Espineira
- Fan studies / gender studies : la rencontre (éd. Téraèdre, 2017) avec Mélanie Bourdaa
- Fan studies / gender studies : le retour (éd. Téraèdre, 2019) avec Mélanie Bourdaa
- Parcours de santé - Parcours de genre (éd. PUM, 2019) avec Anastasia Meidani
- Sante LGBT (éd; Bord de l'eau, 2020) avec Johanna Dagorn, Anastasia Meidani, Gabrielle Richard et Marielle Toulze
- Le rôle de la ville dans la lutte contre les discriminations (éd; MSHA, 2020) avec Johanna Dagorn
- Que faire de nos dégouts ? (éd. Eclisse, 2022) avec Brigitte Esteve Bellebeau et Rogelio Esteve
- Discriminations dans la ville : sexisme, racisme et LGBTphobies (éd. Double Ponctuation, 2023) avec Johanna Dagorn[29]
- Mariage pour tous : la violence d'une conquête (ed. Bord de l'eau, 2023) avec Flora Bolter et Denis Quinqueton[30]
- Comme tu me vois : Récits d'une grossophobie ordinaire (éd. L'Harmattan, 2023) avec Marielle Toulze et Grégori Miège, théâtre
- Sociologie de Mylène Farmer (éd. Double ponctuation, 2024) avec Marielle Toulze
- Lutter contre l'obésité / lutter contre la grossophobie (éd; Bord de l'eau, 2025) avec Blandine Cherifi et al.
- Petite guide du genre (éd. First, coll. Pride, 2025) avec Johanna Dagorn